# Giappone ai Giochi della XXXI Olimpiade
Il Giappone ha partecipato ai Giochi della XXXI Olimpiade, che si sono svolti a Rio de Janeiro, Brasile, dal 5 al 21 agosto 2016.

## Medaglie

### Medagliere per disciplina
| Sport               | Oro | Argento | Bronzo | Totale |
| ------------------- | --- | ------- | ------ | ------ |
| Lotta               | 4   | 3       | 0      | 7      |
| Judo                | 3   | 1       | 8      | 12     |
| Nuoto               | 2   | 2       | 3      | 7      |
| Ginnastica          | 2   | 0       | 1      | 3      |
| Badminton           | 1   | 0       | 1      | 2      |
| Tennistavolo        | 0   | 1       | 2      | 3      |
| Atletica leggera    | 0   | 1       | 1      | 2      |
| Nuoto sincronizzato | 0   | 0       | 2      | 2      |
| Canoa/kayak         | 0   | 0       | 1      | 1      |
| Tennis              | 0   | 0       | 1      | 1      |
| Sollevamento pesi   | 0   | 0       | 1      | 1      |
| Totale              | 12  | 8       | 21     | 41     |

### Medaglie d'oro
| Medaglia | Nome                                                                | Sport      | Evento                        |
| -------- | ------------------------------------------------------------------- | ---------- | ----------------------------- |
| Oro      | Kōsuke Hagino                                                       | Nuoto      | 400 metri misti maschili      |
| Oro      | Shōhei Ōno                                                          | Judo       | 73 kg maschile                |
| Oro      | Kenzō Shirai Yūsuke Tanaka Koji Yamamuro Kōhei Uchimura Ryōhei Katō | Ginnastica | Concorso a squadre maschile   |
| Oro      | Haruka Tachimoto                                                    | Judo       | 70 kg femminile               |
| Oro      | Mashu Baker                                                         | Judo       | 90 kg maschile                |
| Oro      | Kōhei Uchimura                                                      | Ginnastica | Concorso individuale maschile |
| Oro      | Rie Kanetō                                                          | Nuoto      | 200 metri rana femminili      |
| Oro      | Eri Tōsaka                                                          | Lotta      | Libera - 48 kg femminile      |
| Oro      | Kaori Ichō                                                          | Lotta      | Libera - 58 kg femminile      |
| Oro      | Sara Doshō                                                          | Lotta      | Libera - 69 kg femminile      |
| Oro      | Misaki Matsutomo Ayaka Takahashi                                    | Badminton  | Doppio femminile              |
| Oro      | Risako Kawai                                                        | Lotta      | Libera - 63 kg femminile      |

### Medaglie d'argento
| Medaglia | Nome                                                        | Sport            | Evento                         |
| -------- | ----------------------------------------------------------- | ---------------- | ------------------------------ |
| Argento  | Masato Sakai                                                | Nuoto            | 200 metri farfalla maschili    |
| Argento  | Kōsuke Hagino                                               | Nuoto            | 200 metri misti maschili       |
| Argento  | Hisayoshi Harasawa                                          | Judo             | +100 kg maschile               |
| Argento  | Shinobu Ōta                                                 | Lotta            | Greco-romana - 59 kg           |
| Argento  | Jun Mizutani Kōki Niwa Maharu Yoshimura                     | Tennistavolo     | Squadre maschile               |
| Argento  | Saori Yoshida                                               | Lotta            | Libera - 53 kg femminile       |
| Argento  | Rei Higuchi                                                 | Lotta            | Libera - 57 kg maschile        |
| Argento  | Asuka Cambridge Yoshihide Kiryū Ryota Yamagata Shōta Iizuka | Atletica leggera | Staffetta 4×100 metri maschile |

### Medaglie di bronzo
| Medaglia | Nome | Sport               | Evento                                      |
| -------- | --- | ------------------- | ------------------------------------------- |
| Bronzo   | Ami Kondo | Judo                | 48 kg femminile                             |
| Bronzo   | Naohisa Takato | Judo                | 60 kg maschile                              |
| Bronzo   | Hiromi Miyake | Sollevamento pesi   | 48 kg femminile                             |
| Bronzo   | Daiya Seto | Nuoto               | 400 metri misti maschili                    |
| Bronzo   | Misato Nakamura | Judo                | 52 kg femminile                             |
| Bronzo   | Masashi Ebinuma | Judo                | 66 kg maschile                              |
| Bronzo   | Kaori Matsumoto | Judo                | 57 kg femminile                             |
| Bronzo   | Takuya Haneda | Canoa/kayak         | Slalom C1 maschile                          |
| Bronzo   | Takanori Nagase | Judo                | 81 kg maschile                              |
| Bronzo   | Kōsuke Hagino Naito Ehara Yūki Kobori Takeshi Matsuda                                                                  | Nuoto               | Staffetta 4x200 metri stile libero maschile |
| Bronzo   | Natsumi Hoshi | Nuoto               | 200 metri farfalla femminili                |
| Bronzo   | Ryunosuke Haga | Judo                | 100 kg maschile                             |
| Bronzo   | Jun Mizutani | Tennistavolo        | Singolo maschile                            |
| Bronzo   | Kanae Yamabe | Judo                | +78 kg femminile                            |
| Bronzo   | Kei Nishikori | Tennis              | Singolare maschile                          |
| Bronzo   | Kenzō Shirai | Ginnastica          | Volteggio maschile                          |
| Bronzo   | Yukiko Inui Risako Mitsui                                                                                              | Nuoto sincronizzato | Duo                                         |
| Bronzo   | Ai Fukuhara Kasumi Ishikawa Mima Ito                                                                                   | Tennistavolo        | Squadre femminile                           |
| Bronzo   | Nozomi Okuhara | Badminton           | Singolo femminile                           |
| Bronzo   | Aika Hakoyama Aiko Hayashi Yukiko Inui Kei Marumo Risako Mitsui Kanami Nakamaki Mai Nakamura Kano Omata Kurumi Yoshida | Nuoto sincronizzato | Squadre                                     |
| Bronzo   | Hirooki Arai | Atletica leggera    | Marcia 50 km                                |

## Atletica
Il Giappone ha qualificato a Rio i seguenti atleti:
- 100m maschili - 1 atleta (Kei Takase)
- 100m femminili - 1 atleta (Fukushima Chisato)
- Maratona femminile - 1 atleta (Noriko Higuchi)
- Staffetta 4x100m maschile

## Nuoto
| Atleta                                                   | Evento                    | Batterie | Batterie   | Semifinali      | Semifinali      | Finale          | Finale          |
| Atleta                                                   | Evento                    | Tempo    | Classifica | Tempo           | Classifica      | Tempo           | Classifica      |
| -------------------------------------------------------- | ------------------------- | -------- | ---------- | --------------- | --------------- | --------------- | --------------- |
| Rikako Ikee                                              | 100 m farfalla            | 57"27    | 7ª         | 57"05           | 3ª              | 56"86           | 5ª              |
| Natsumi Hoshi                                            | 100 m farfalla            | 58"15    | 14ª        | 58"03           | 10ª             | non qualificata | non qualificata |
| Sakiko Shimizu                                           | 400 m misti               | 4:34"66  | 7ª C       | N.D.            | N.D.            | 4:38"06         | 8ª              |
| Miho Takahashi                                           | 400 m misti               | 4:37"33  | =10ª       | N.D.            | N.D.            | non qualificata | non qualificata |
| Miki Uchida Rikako Ikee Misaki Yamaguchi Yayoi Matsumoto | 4×100 m libero            | 3:36"74  | 7ª C       | N.D.            | N.D.            | 3:37"78         | 8ª              |
| Natsumi Sakai                                            | 100 metri dorso femminili | 1'01"74  | 26ª        | non qualificata | non qualificata | non qualificata | non qualificata |

| Atleta          | Evento       | Batterie | Batterie   | Semifinali      | Semifinali      | Finale          | Finale          |
| Atleta          | Evento       | Tempo    | Classifica | Tempo           | Classifica      | Tempo           | Classifica      |
| --------------- | ------------ | -------- | ---------- | --------------- | --------------- | --------------- | --------------- |
| Kōsuke Hagino   | 400 m misti  | 4:10"00  | 3ª C       | N.D.            | N.D.            | 4:06"05         | Oro             |
| Daiya Seto      | 400 m misti  | 4:08"47  | 2ª C       | N.D.            | N.D.            | 4:09"71         | Bronzo          |
| Naito Ehara     | 400 m libero | 3:50"61  | 31ª        | N.D.            | N.D.            | non qualificato | non qualificato |
| Yasuhiro Koseki | 100 m rana   | 58"91    | 2ª C       | 59"23 C         | 4ª              | 59"37           | 6ª              |
| Ippei Watanabe  | 100 m rana   | 1:00"33  | 18ª        | non qualificato | non qualificato | non qualificato | non qualificato |

### Calcio - Torneo Maschile
Rosa della squadra giapponese maschile alle olimpiadi estive del 2016
Allenatore: Makoto Teguramori
| N. | Ruolo | Giocatore           | Data di Nascita  | Squadra             |
| -- | ----- | ------------------- | ---------------- | ------------------- |
| 1  | P     | Masatoshi Kushibiki | 29 gennaio 1993  | Kashima Antlers     |
| 2  | D     | Sei Muroya          | 5 aprile 1994    | FC Tokyo            |
| 3  | C     | Wataru Endo         | 9 febbraio 1993  | Urawa Red Diamonds  |
| 4  | D     | Hiroki Fujiharu     | 28 novembre 1988 | Gamba Osaka         |
| 5  | D     | Naomichi Ueda       | 24 Ottobre 1994  | Kashima Antlers     |
| 6  | D     | Tsukasa Shiotani    | 5 Dicembre 1988  | Sanfrecce Hiroshima |
| 7  | C     | Riki Harakawa       | 13 Agosto 1993   | Kawasaki Frontale   |
| 8  | C     | Ryota Oshima        | 23 gennaio 1993  | Kawasaki Frontale   |
| 9  | C     | Shinya Yajima       | 18 gennaio 1994  | Fagiano Okayama     |
| 10 | C     | Shoya Nakajima      | 23 agosto 1994   | FC Tokyo            |
| 11 | A     | Musashi Suzuki      | 11 febbraio 1994 | Albirex Niigata     |
| 12 | P     | Kosuke Nakamura     | 27 febbraio 1995 | Kashiwa Reysol      |
| 13 | A     | Shinzo Koroki       | 31 luglio 1986   | Urawa Red Diamonds  |
| 14 | C     | Yosuke Ideguchi     | 23 Agosto 1996   | Gamba Osaka         |
| 15 | D     | Masashi Kamekawa    | 28 Maggio 1993   | Avispa Fukuoka      |
| 16 | A     | Takuma Asano        | 10 Novembre 1994 | Arsenal             |
| 17 | D     | Takuya Iwanami      | 18 Giugno 1994   | Vissel Kobe         |
| 18 | C     | Takumi Minamino     | 16 Gennaio 1995  | Red Bull Salzburg   |